# Nová Cerekev (nádraží)
Nová Cerekev je železniční stanice v severní části městyse Nová Cerekev v okrese Pelhřimov v Kraji Vysočina nedaleko Cerekvického potoka. Leží na neelektrizované jednokolejné železniční trati Tábor – Horní Cerekev.

## Historie
Stanice byla vybudována státní společností Českomoravská transverzální dráha (BMTB), jež usilovala o dostavbu traťového koridoru propojujícího již existující železnice v ose od západních Čech po Trenčianskou Teplou. První vlak zde projel 1. října 1888, 17. prosince byl zahájen pravidelný provoz v úseku z Tábora do Horní Cerekve. Vzhled budovy byl vytvořen dle typizovaného architektonického vzoru shodného pro všechna nádraží v majetku BMTB. V areálu nádraží bylo vystavěno též nákladové nádraží či bytové domy pro drážní zaměstnance. Českomoravská transverzální dráha byla roku 1918 začleněna do sítě ČSD.

## Popis
Nachází se zde dvě nekrytá jednostranná úrovňová nástupiště, k příchodu k vlakům slouží přechod přes koleje.